# 61-й арсенал (Україна)
61-й арсенал (61 АРС, в/ч А0829) — база зберігання боєприпасів Збройних сил України у  Харківській області.

## Історія
3 травня 1938 року був сформований військовий склад № 61 Наркомату оборони СРСР.
1 серпня 1960 року — склад перетворено в 61-й арсенал міністерства оборони СРСР. 
1992 року після проголошення незалежності України, було передано у відання Міноборони України. Арсенал знаходиться на відстані 1,2 км від міста Лозова. Його загальна площа - 494 га, з них 247 га - технічна територія, де зберігалося близько 93 тис. тонн ракет, артилерійських, мінометних, танкових і стрілецьких боєприпасів та піротехнічних засобів.
22 травня 2006 р. увійшов до складу Південного оперативного командування сухопутних військ ЗСУ.
За офіційними даними Міністерства оборони України, на початок 2008 року у арсеналі знаходилося майже 95 тис. тонн боєприпасів.

### Пожежа 2008 року
27 серпня 2008 року о 16:20 загорілися військові сховища 61-го арсеналу. Вибухи розпочалися о 18:10, було евакуйовано всіх жителів у радіусі 3 км від арсеналу.
Наступного дня — 29 серпня, через пожежу вибухнула газорозподільна станція.
Вибухами було зруйновано 122 сховища та відкритих майданчиків зберігання боєприпасів. За оцінками фахівців, із 93 тис. тонн частина боєприпасів здетонувала, а більшість отримала механічні ушкодження й була розкидана по технічній території.
До ліквідації пожежі було задіяно 1558 осіб і 168 одиниць техніки. 
Однією із основних причин надзвичайної події, що сталася на 61-у арсеналі у Харківській області, є підпал і пожежа на сміттєзвалищі поблизу цього об’єкта.